# Kodaixim

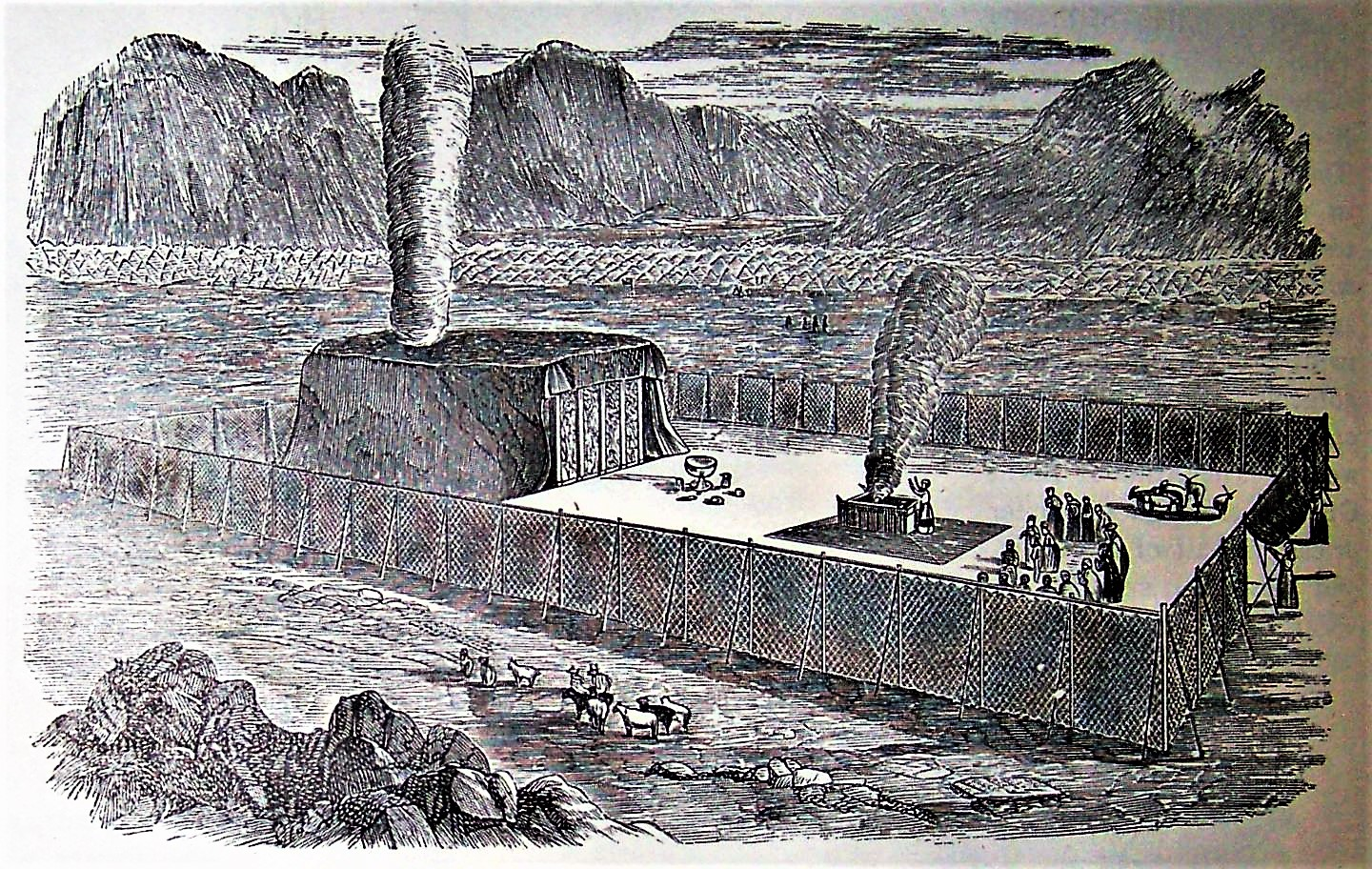
El Tabernacle, il·lustració de la Bíblia Holman de 1890

Kodaixim (en hebreu: קדשים) és el cinquè ordre de la Mixnà, la Tosefta, i el Talmud Babilònic, i tracta en gran part sobre els serveis religiosos que tenien lloc dins del Temple de Jerusalem i sobre els sacrificis d'animals que es realitzaven al temple, així mateix tracta sobre altres temes relacionats, com la matança de bestiar amb finalitats alimentàries i sobre la caixrut. Aquest ordre de la Mixnà és conegut com a Kodaixim ("coses sagrades"), perquè tracta sobre temes relacionats amb el servei sacerdotal en el Temple de Jerusalem, i amb la matança del bestiar segons el ritual jueu.

## Nom
El nom Kodaixim és aparentment una abreviatura de Shechitat Kodaixim ("la matança dels animals sagrats"), ja que el tema principal d'aquest ordre és el sacrifici del bestiar. Kodaixim també inclou un tractat sobre el sacrifici dels animals per a ús alimentari, així com altres lleis dietètiques que s'apliquen a la carn i als productes d'origen animal. El nom Kodaixim, s'aplica als sacrificis que tenien lloc al Temple i als objectes sagrats que allà es trobaven, així com als sacerdots cohanim que duien a terme les tasques i les cerimònies pròpies del seu servei al Temple, sobre aquestes coses sagrades, indrets, i persones, l'ordre Kodaixim se n'ocupa principalment.

## Contingut
Encara que el tractat Hulín es refereix al sacrifici del bestiar per a finalitats alimentàries, i no pas al sacrifici sacerdotal, perquè les normes sobre el sacrifici adequat del bestiar i l'aviram es consideraven una part integrant del concepte de santedat del judaisme, aquests afers també es van incloure en l'ordre relatiu a les coses sagrades. El Séder Kodaixim consta d'11 tractats, i té un total de 90 capítols.
Aquest séder tracta principalment sobre el sacrifici dels animals, les aus, i sobre les ofrenes de menjar, sobre les lleis relatives al sacrifici, sobre l'ofrena pel pecat, i sobre les lleis relacionades amb l'apropiació indeguda de la propietat. L'ordre conté una descripció del Segon Temple de Jerusalem, i ofereix una descripció i unes regles sobre el servei diari, i sobre el sacrifici ritual en el Temple. L'ordre de Kodaixim conté 11 Tractats: Zevahim, Menahot, Hulín, Behorot, Arakhin, Temurà, Keritot, Meilà, Tamid, Midot, i Kinim.